# 倫敦證券交易所集團
倫敦證券交易所集團（英語：London Stock Exchange Group plc，LSE：lse）是一家以英國為主要業務地的證券交易所和金融信息公司，總部設在倫敦。旗下擁有意大利證券交易所、MillenniumIT、羅素指數、FTSE國際等多家指數的股權。

## 收購
2007年，倫敦證券交易所以1.6億歐元的價格收購了意大利證券交易所（後于2021年出售）。
2019年7月31日，倫敦證券交易所集團以换股方式斥資270億美元（包括債務122億美元）收購路孚特，交易完成后路孚特的現有投資者將持有合併后新公司約37%的股權，並擁有不到30%的投票權。
2019年9月11日，香港交易所提出斥資約296億英鎊收購倫敦證券交易所集團，交易完成後，港交所現有股東將成為合併集團的大股東，持有59%股權，倫交所則持有其餘約41%股權。然而，兩日後倫敦證券交易所董事局正式拒絕有關收購，回信指收購提議有「根本上的缺陷」，列出多項反對理由包括「董事會結構受政府控制」、「港交所業務高度集中」、「要求放棄收購路孚特不符合股東利益」和「作價低於目標」。

## 外部連結
- Official website （页面存档备份，存于）
- Emporis （页面存档备份，存于）
- CC&G（页面存档备份，存于）